# Stormbergia
Stormbergia là một chi khủng long, được Butler mô tả khoa học năm 2005.